# Otto Kasimir von Meerscheidt genannt Hüllessem
Otto Kasimir von Meerscheidt genannt Hüllessem (* 1721 in Kurland; † 30. August 1803 in Magdeburg) war ein preußischer Generalmajor, zuletzt Chef der Leibkompanie im III. Bataillon im Infanterie-Regiment Nr. 9 und Kommandant der Festung Magdeburg.

## Leben

### Herkunft
Seine Eltern waren der Erbherr auf Ploenen Johann Ferdinand von Meerscheidt genannt Hüllessem (getauft 12. September 1701; † August 1728) und dessen Ehefrau Sophie Ursula von Korff († September 1728) aus dem Haus Paddern.

### Militärlaufbahn
Nach dem frühen Tod seiner Eltern wurde er von seinem Onkel erzogen. Im Jahr 1740 kam er als Gefreitenkorporal in das Garnisons-Regiment Nr. 1. Am 4. Dezember 1741 wurde er dort Fähnrich und am 1. Februar 1744 Seconde-Lieutenant. Er nahm am Zweiten Schlesischen Krieg teil. Am 29. August 1745 wurde er Premier-Lieutenant.
Im Siebenjährigen Krieg kämpfte er in den Gefechten bei Boitzenburg (1758), Neustettin, Pyritz, Arnswalde, Greifenhagen (1759), am Rebnicker Pass, Neubrandenburg, Gollnow, Klempenower Pass, Nonnenbusch und Charlottenbaum (1760). Ferner war er bei dem Beschuss und der Einnahme der Peenemünder Schanzen sowie bei der Einnahme des Engpassen von Loiz. Am 15. Mai 1758 wurde er Stabshauptmann.
Aber 1759 erhielt er den Auftrag, zwei Freikompanien zu werben; diese wurden später auf ein Bataillon ergänzt, das in Pommern kämpfte. Am 3. September 1761 wurde er Hauptmann und Kompaniechef. Am Ende des Krieges erhielt er zum 24. April 1763 seine Demission. Am 2. November 1763 wurde er als Major in das Gefolge des Königs übernommen. Dort wurde er am 23. Mai 1771 Oberstleutnant und am 6. Juni 1772 Oberst. Am 11. Januar 1773 wurde er als Kommandeur in das neu errichtete Infanterie-Regiment Nr. 51 versetzt. Am 20. Mai 1782 erhielt er seine Beförderung zum Generalmajor und am 28. Mai 1782 wurde er Kommandant der Festung Magdeburg. Ab dem 9. Dezember 1783 erhielt er dafür eine Zulage von 500 Talern. Am 27. September 1784 wurde er auch Chef des Garnisons-Bataillons Nr. 4 in Aken, auch dafür erhielt er 500 Taler. Aber am 1. Mai 1788 wurden die Garnisonsregimenter aufgelöst. Er sollte seine Kommandostelle jedoch behalten und wurde Chef der Leibkompanie im III. Bataillon im Infanterie-Regiment Nr. 9, auch dafür erhielt er 500 Taler jährlich sowie eine Zulage von 700 Talern. Die Kommandantenstelle in Magdeburg war wichtig, da sich dort viele Staatsgefangene aufhielten, was besonders während des Ersten Koalitionskrieges von Bedeutung war. Am 13. Januar 1798 erhielt er seinen Abschied und eine Pension von 1000 Talern. Dazu erhielt er am 27. Januar 1798 die Erlaubnis, die alte Armeeuniform tragen zu dürfen. Er starb am 30. August 1803 in Magdeburg und wurde am 1. September in der Kirche St. Ulrich beigesetzt.

### Familie
Er war mit Dorothea Adelgunde von der Osten (* 1751; † Dezember 1791) verwitwete von Jaenicke verheiratet. Das Paar hatte mehrere Kinder, darunter:
- Amalie (* 8. März 1768) ⚭ 30. November 1778 Rudolf Siegmund August von Ingersleben, Major im Infanterie-Regiment Nr. 5
- Ernestine Friederike Sophie (* 23. Oktober 1771; † 18. Dezember 1808)

⚭ Johann Friedrich Ferdinand von Schwarz († 28. Juni 1806), Chef der Invalidenkompanie des Infanterie-Regiments Nr. 21
⚭ Burchard Dietrich von Korff, Leutnant im Infanterie-Regiments Nr. 20
- Wilhelmine Henriette (* 6. August 1773) ⚭ Dietrich Eduard von Haas (* 20. Juni 1762), Sohn des Generalmajor Dietrich von Haas
- Karoline Sophie Barbara (* 1. Juli 1778) ⚭ Josef Wladislaus von Kwiatkowski († 1824), Major im Infanterie-Regiment Nr. 25[1]